# Mastophora corumbatai
Mastophora corumbatai là một loài nhện trong họ Araneidae.
Loài này thuộc chi Mastophora. Mastophora corumbatai được Herbert Walter Levi miêu tả năm 2003.